# Darmabala
Darmabala (1264 – 1292) è stato un principe mongolo, figlio secondogenito di Zhenjin, principe della dinastia Yuan e nipote di Kublai Khan, figlio della principessa Kökejin.

## Biografia
Dalla moglie Dagi dei Khunggirat ebbe come figli Khayishan (Külüg Khan, Imperatore Wuzong degli Yuan) e Ayurbarwada (Buyantu Khan, Imperatore Renzong degli Yuan).